# 蔡慧冰
蔡慧冰（英語：CHOY Wai Bing），筆名田雨華（1935年7月27日—2015年12月5日），香港的資深教育工作者和兒童文學家、編輯、中學教師，活躍於1950至1980年代。廣東佛山南海縣出生，在日本侵華約1945年前隨父母移居香港。蔡慧冰從小在書香世家中長大，家中七兄弟姊妹排行第二。

## 生平學歷
蔡慧冰在基督教家庭中成長，祖母是虔誠基督徒。從小聰明伶俐，就讀於廣州市真光中學（白鶴洞真光女子學校），直至日軍攻打中國淪陷前，舉家遷移香港，轉入香港堅道真光中學，後期再於九龍真光中學完成中學階段。由於自小天資聰穎又好學，所以在學校一直名列前茅，品學兼優且經常獲取獎學金，在兄弟姊妹中是讀書成績最好的一個，所以甚得父親疼愛。1950年蔡慧冰中學畢業後，考入新亞書院（香港中文大學前身）中文系，後跟隨陳湛銓教授、李璜教授等，轉到珠海書院文史學系繼續修業，以優異成績畢業，修學期間曾三次獲取伯南獎學金。

## 工作履歷
1957年大學畢業後，蔡慧冰進入友聯出版社工作，從事文學創作及教育文獻出版，曾編輯出版中、小學會考參考讀本、唐詩三百首、友聯活頁文選、兒童樂園。
任職於兒童樂園半月刊社。參與出版《兒童文藝叢書》，如《頭髮樹》、《雙生小兄妹》、《金河王》、《白雪公主 （页面存档备份，存于）》等。1962年至1965年為「黃金期」，兒童樂園半月刊社出版了數十本故事書。蔡慧冰兼任主編，執筆改寫編著了其中九本故事書，其間也會四出找譯寫者寫書稿，然後修訂成書。
自1970年起於天主教德雅中學任教中國語文及中國歷史科。並經常指導學生編輯校刊及教導學生中文作文和代表學校出席朗誦比賽。同時在香港羅富國師範學院修讀教師文憑，1997年退休。退休後經常到灣仔聖雅各福群會參與編輯年報及季刋等義務工作多年，直至行動不便才停止。晚年多深居簡出與子女在香港生活。2015年去世，享壽八十歲。
蔡慧冰在兒童樂園半月刊社所出版九本兒童文藝叢書已於二零二零年十月被香港中文大學圖書館正式收入香港文學特藏室，並在翌年二零二一年二月經電子數碼上載香港中文大學圖書館網頁內供讀者參考。

## 著作
1. 1954年7月16日 中國學生周報 第104期 第3版 中文中學高中會考國文試題解答[][7]  陳啟樵、蔡慧冰
2. 1959年1月《高中國文複習指導 （页面存档备份，存于）》  陳啟樵、蔡慧冰 - 世界書局出版
3. 1959年1月初版 1964年6月再版《唐詩三百首[]》[8]蔡慧冰編註 - 友聯出版社有限公司出版
4. 1959年3月27日 中國學生周報 第349期 第4版 如何跨過會考第一大關？[][9] 蔡慧冰
5. 1959年3月13日 中國學生周報 第347期 第4版 如何跨過會考第一大關？[][10] 蔡慧冰
6. 1963年11月《頭髮樹》[11]兒童樂園半月刊社出版 兒童文藝叢書第五十一種  蔡慧冰改寫
7. 1963年4月《雙生小兄妹》[12]兒童樂園半月刊出版 兒童文藝叢書第四十三種 蔡慧冰改寫
8. 1963年5月《能言鳥》[13]兒童樂園半月刊社出版  兒童文藝叢書第四十五種  蔡慧冰改寫
9. 1963年5月《金河王》[14]兒童樂園半月刊社出版 兒童文藝叢書第四十六種 蔡慧冰改寫
10. 1963年7月《綠色的騎士》[15]兒童樂園半月刊出版 兒童文藝叢書第四十七種 蔡慧冰改寫
11. 1963年9月《拇指姑娘》[16]兒童樂園半月刊社出版 兒童文藝叢書第四十九種  蔡慧冰改寫
12. 1963年9月《石像王后》[17]兒童樂園半月刊社出版 兒童文藝叢書第五十種 蔡慧冰改寫
13. 1964年11月《白雪公主 （页面存档备份，存于）》[18]兒童樂園半月刊社出版 兒童文藝叢書第六十一種 蔡慧冰改寫
14. 1964年8月《天國花園 （页面存档备份，存于）》[19]兒童樂園半月刊社出版 兒童文藝叢書第六十二種 蔡慧冰改寫